# 里卡多·巴尔德拉马·费尔南德斯
里卡多·巴尔德拉马·费尔南德斯（西班牙語：Ricardo Valderrama Fernández，1945年4月3日—2020年8月30日），秘鲁人类学家、政治人物。

## 生平
1945年生于库斯科省聖赫羅尼莫。1976年毕业于库斯科圣安东尼国立大学人类学专业，后留校任教，1990年代升任教授。2006年参加市议会选举，投身政坛。2007年至2010年担任市议会议员。2019年1月开始担任副市长。2019年12月，在前任市长博卢亚尔特被罢免后，就任市长。
2020年7月，因2019冠状病毒检测结果呈阳性而停职。7月29日被送往库斯科阿道夫·格瓦拉国立医院。8月30日因并发症抢救无效逝世，终年75岁。